# Christian Hanebuth
Christian Hanebuth (* 1. Dezember 1911 in Hannover; † 23. Juli 1972 in Berlin) war ein deutscher Politiker (SPD).

## Leben und Wirken
Hanebuth besuchte die Mittelschule in Magdeburg und arbeitete von 1928 bis 1948 bei der Deutschen Reichsbahn. Er begann seine Ausbildung als Maschinenschlosser am Reichsbahnausbesserungswerk Salbke in Magdeburg. 1931 zog seine Familie nach Berlin, wo sein Vater Karl Hanebuth ins Gewerkschaftshaus der Deutschen Eisenbahner Gewerkschaft avancierte. 1938 wurde Christian Hanebuth Lokomotivführer.
1929 trat er der Sozialdemokratischen Partei Deutschland (SPD) bei. Als Jugendmitglied des Deutschen Eisenbahner-Verbandes übernahm er ehrenamtliche Jugendarbeit, schon als Lehrling in Magdeburg, und profilierte sich im Laufe seines Lebens zu einem hervorragenden Mitarbeiter der unabhängigen Gewerkschaften.
Nach Kriegsende 1945 im von Alliierten besetzten Berlin stellte er sich erneut der Gewerkschaftsarbeit zur Verfügung und wurde Vertrauensmann und Betriebsrat im Bahnbetriebswerk Berlin-Schöneweide. Hanebuth war Teilnehmer an der Gründungsversammlung der unabhängigen Gewerkschaften (UGO) in 1948, welcher sich von dem Freien Deutschen Gewerkschaftsbund (FDGB) der Sowjetischen Besatzungszone abspaltete. Am Ende der Blockade im Mai 1949 war Hanebuth aktiv im Eisenbahner-Streik für die Rechte der im westlichen Berlin lebenden Eisenbahner. 1948 wurde er hauptamtlicher Gewerkschaftssekretär im Vorstand der Gewerkschaft der Eisenbahner Deutschlands. Seit 1950 war er Ortsausschuss bzw. Kreisvorsitzender des Deutschen Gewerkschaftsbundes in Neukölln, später auch für die Verwaltungsbezirke Kreuzberg und Tempelhof.
Mit einer Delegation von führenden Gewerkschafter durchreiste Hanebuth 1955 die Vereinigten Staaten als Gast des U.S. Department of State. Die Gruppe traf sich mit AFL/CIO-Führern in Philadelphia, New York, Miami, Kalifornien, und Chicago.
Im Januar 1962, als Heinz Striek Senatsdirektor im Senat Brandt II wurde, rückte Hanebuth für ein gutes Jahr in das Abgeordnetenhaus von Berlin nach. Er war einer direkten Wiederwahl sicher, aber die Partei rückte Listenkandidat Walter Sickert auf, der später Präsident des Abgeordnetenhauses wurde.
Neben seinen hauptamtlichen Tätigkeiten führte Hanebuth auch ehrenamtliche Funktionen aus, als Landesarbeitsrichter und im Verwaltungsausschuss des Landesarbeitsamtes. Als Mitglied der SPD war er tätig als Kassierer, Delegierter, Abteilung-, Kreis- und Landesvorstandsmitglied. In seinem Wohnbezirk Neukölln war er als Bezirksverordneter tätig.
Christian Hanebuth heiratete 1937 Gertrud Karksoka aus Gutten, Ostpreußen. Sie hatten drei Kinder, Angela Hanebuth Schwencker, Ludwig Hanebuth und Gisela Hanebuth Kutzbach.